# El Mundo Today

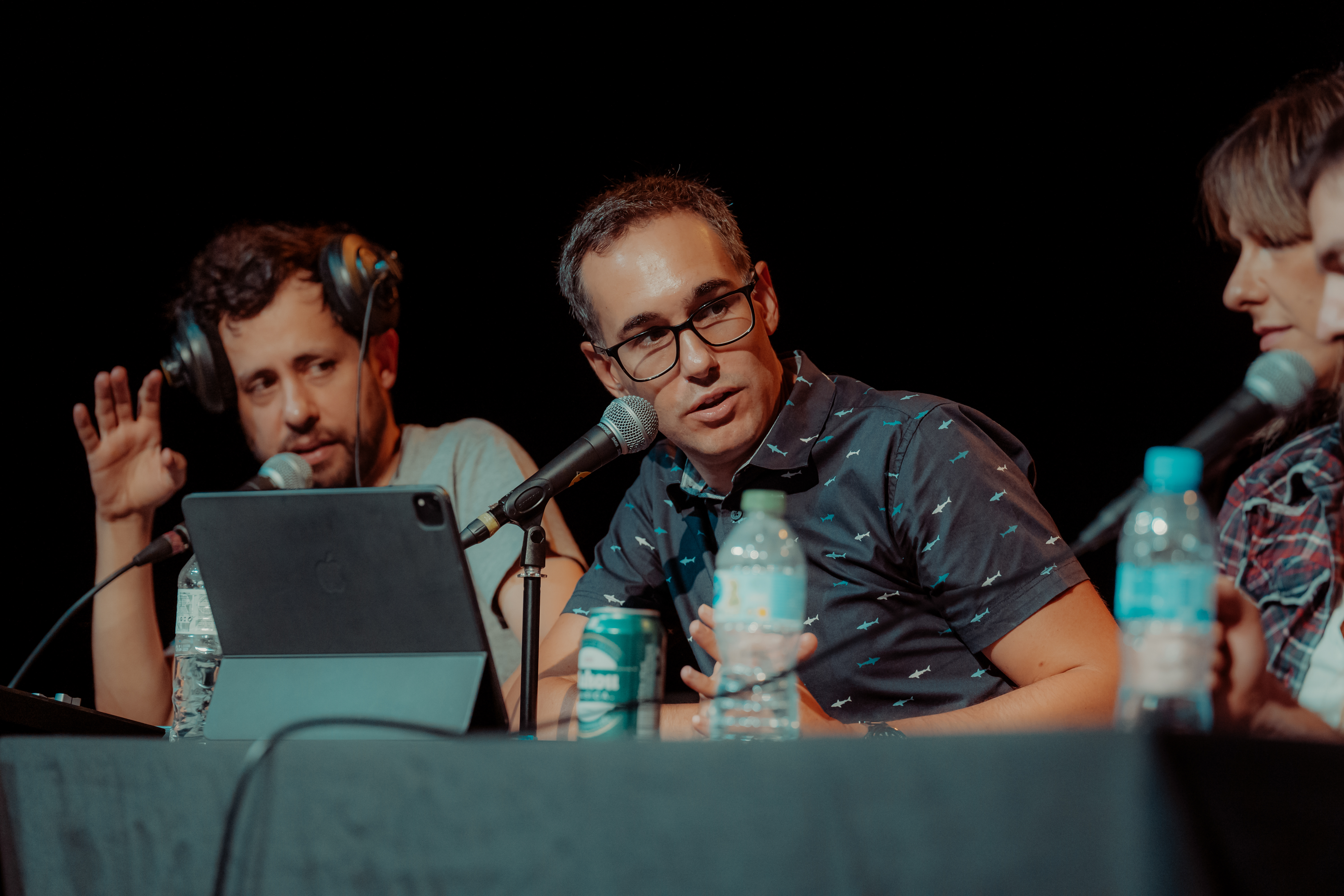
El Mundo Today en el festival de comedia de la llama Fest de 2022 en Barcelona

El Mundo Today es un diario satírico en línea publicado en España creado en enero de 2009. La página adopta el estilo de la prensa en línea aunque el contenido de la publicación es totalmente ficticio y humorístico, usando este formato contextualizado de prensa tradicional para crear la parodia y sátira.
El éxito del portal humorístico ha permitido su expansión en forma de colaboraciones en la prensa, la radio, el teatro y la televisión.

## Origen

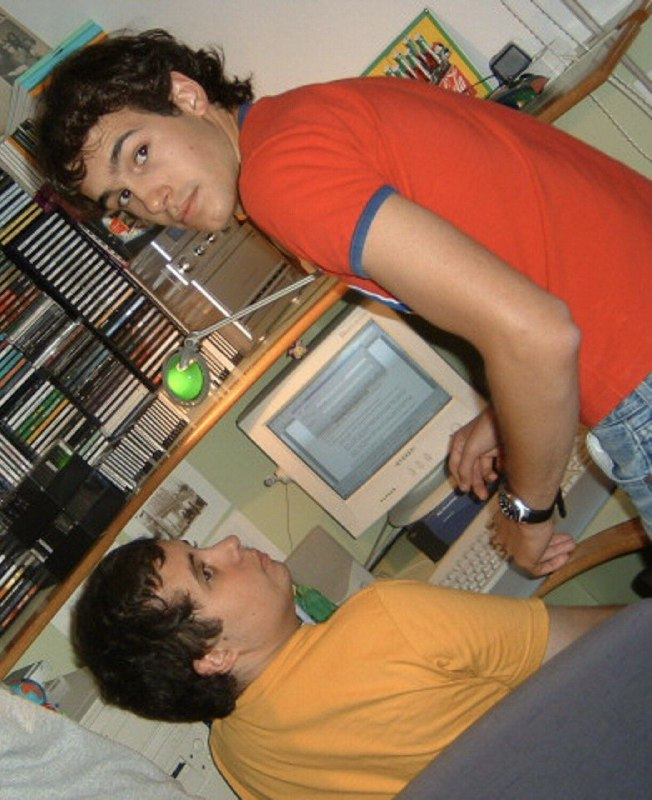
Kike García y Xavi Puig editando esponjiforme.com en 2002

El proyecto, creado, escrito y dirigido por Xavi Puig y Kike García, surgió de la idea y necesidad de vender un programa de televisión con el formato de noticiario, pero de contenido humorístico. Para apoyar su proyecto crearon El Mundo Today, pero la web rápidamente se expandió, ganando entidad y creciendo como un proyecto fijo de forma independiente.

## Radio
En septiembre de 2010, El Mundo Today inicia su colaboración con Prisa Radio con falsos boletines informativos semanales en el programa Hoy por Hoy de la Cadena SER y en Atrévete, de Cadena Dial. En octubre de 2011, la colaboración con Cadena Dial pasa a M80 Radio, en el programa matinal Morning 80, y se mantendrá hasta julio de 2012.
En septiembre de 2012, la colaboración con Hoy por Hoy pasa al programa La Ventana, coincidiendo con una importante reestructuración de la parrilla de programación de la cadena.
Desde septiembre de 2011 hasta mayo de 2013, El Mundo Today tuvo un programa propio en la Cadena SER, que se emitió los sábados a las 15:30. 
Para las colaboraciones radiofónicas y televisivas, Xavi Puig y Kike García cuentan con el presentador Juanra Bonet. En el programa semanal, se incorporaron como colaboradores a Gabriel Salvadó, Francesc Orteu, Fernando Costilla y Biel Perelló. Este último también colabora como autor y como actor en la obra teatral de El Mundo Today.
Desde 2014, Xavi Puig y Kike García colaboran semanalmente en A vivir que son dos días con una sección que mezcla el humor de El Mundo Today con la divulgación filosófica.
Desde septiembre de 2015 a junio de 2017,  El Mundo Today presentó, junto al artista Xoel López durante la primera temporada y Maika Makovski en la segunda, el programa de música y humor Oh! My LOL SON Estrella Galicia, que se emitía la madrugada de los sábados en la Cadena SER. El programa también contó con la colaboración de David Bizarro y Fernando Costilla.

## Prensa escrita
En mayo de 2012 y durante un año, el suplemento de ocio On Madrid de El País encargó a El Mundo Today la última página de la revista donde se ofrecían semanalmente reseñas de falsos locales y se parodiaban las revistas de ocio y tendencias. La sección terminó con la desaparición del suplemento.
En abril de 2016, el diario El País incorpora a El Mundo Today como colaborador fijo en su suplemento dominical, El País Semanal, encargándole la sección de humor.
En septiembre de 2016, el diario El Periódico incorpora a El Mundo Today como colaborador fijo en su suplemento de ocio, On Barcelona.

## Teatro
En marzo de 2015, El Mundo Today estrena su propio noticiario en vivo en los Cines Maldà de Barcelona. Sobre el escenario están Juanra Bonet, Xavi Puig, Kike García y Biel Perelló.
Adaptando la estructura del informativo satírico en vivo, El Mundo Today ha presentado dos galas de los Premios de la Música Independiente (Premios MIN) que organiza la Unión Fonográfica Independiente (UFI).
En noviembre de 2016, El Mundo Today participa en la gala de los Premios Ondas con tres boletines de noticias en vivo. En mayo de 2017, hace lo propio en la gala de los Premios Ortega y Gasset.

## Televisión
Tras producir doce falsos boletines de noticias para la productora El Terrat, que se publicaron en ElTerrat.tv y en YouTube, la misma productora encarga a El Mundo Today en 2009 una sección en el programa de las campanadas de fin de año de La Sexta, titulado Cómo superar el Fin de Año y presentado por Berto Romero y Ana Morgade. En dichas colaboraciones audiovisuales, Xavi Puig y Kike García cuentan con Javi Cordón y Pablo Bujosa en el equipo, y con la presentadora Laura Duran.
En 2015, El Mundo Today inaugura sección propia en el late night de  La Sexta El último mono. Se trata de boletines informativos presentados por  Juanra Bonet.
Desde junio de 2015, El Mundo Today produce dos boletines semanales en vídeo para Atresmedia presentados por Nikki García bajo la marca El Mundo Today 24 Horas.
Desde septiembre de 2018, el programa APM? incorpora la edición catalana de El Mundo Today llamada El Mundo Today.cat presentado por Alba Carreres.

## Libros
- El coño de la Bernarda es declarado patrimonio de la Humanidad.[9]
- Historia, el libro.[10]
- Constitución Española. Edición ampliada y corregida por El Mundo Today.[11]
- El horóscopo del mundo today.[12]
- Mejor no bromear con esto.[13]

## Premios
- Premio Bitácoras 2010 al mejor blog de humor en España.[14]

- Premio Bitácoras 2011 al mejor blog de humor en España.

- Premios INTRAS 2015 en la categoría de Comunicación.

- Premio Blasillo de Huesca 2016 al ingenio español en Internet, otorgado por el XVIII Congreso de Periodismo Digital.

## Polémicas
El carácter satírico y paródico de las noticias ha hecho que, en algunos casos, los aludidos en las mismas pidieran que fueran retiradas, por falsas, al no darse cuenta del contenido humorístico de la página.
El Mundo Today obtuvo una gran repercusión mediática después de que el canal colombiano de noticias NTN24 diera por cierta una de sus informaciones satíricas, llegando incluso a conectar en directo con su corresponsal en Madrid.
También fueron sonadas las amenazas recibidas por parte de la presentadora Mariló Montero, el cantante Pitingo o incluso el Ayuntamiento de Teruel por artículos humorísticos en los que se les mencionaba. Igualmente han recibido censura de diversas empresas e incluso la Casa Real.
En la recta final de las Elecciones Generales de 2016, a cinco días de los comicios, el Partido Popular amenazó también con demandar a El Mundo Today si no cerraba la web rajoypresidente.es. La página se publicó junto a otras parodias que El Mundo Today elaboró, basadas todas ellas en los principales partidos políticos.